# Hertshooi
Hertshooi (Hypericum) is een plantengeslacht uit de hertshooifamilie (Hypericaceae). Het geslacht omvat struiken en kruidachtige planten. De soorten zijn populair in de sierteelt, omdat de soort goed uitstoelt en mooi geel bloeit in de zomer. Enkele soorten en hybriden (Hypericum androsaemum, Hypericum ×inodorum) ontwikkelen bessen in het najaar. De besdragende soorten worden sinds begin jaren negentig op grote schaal als snijtak voor in boeketten geteeld.

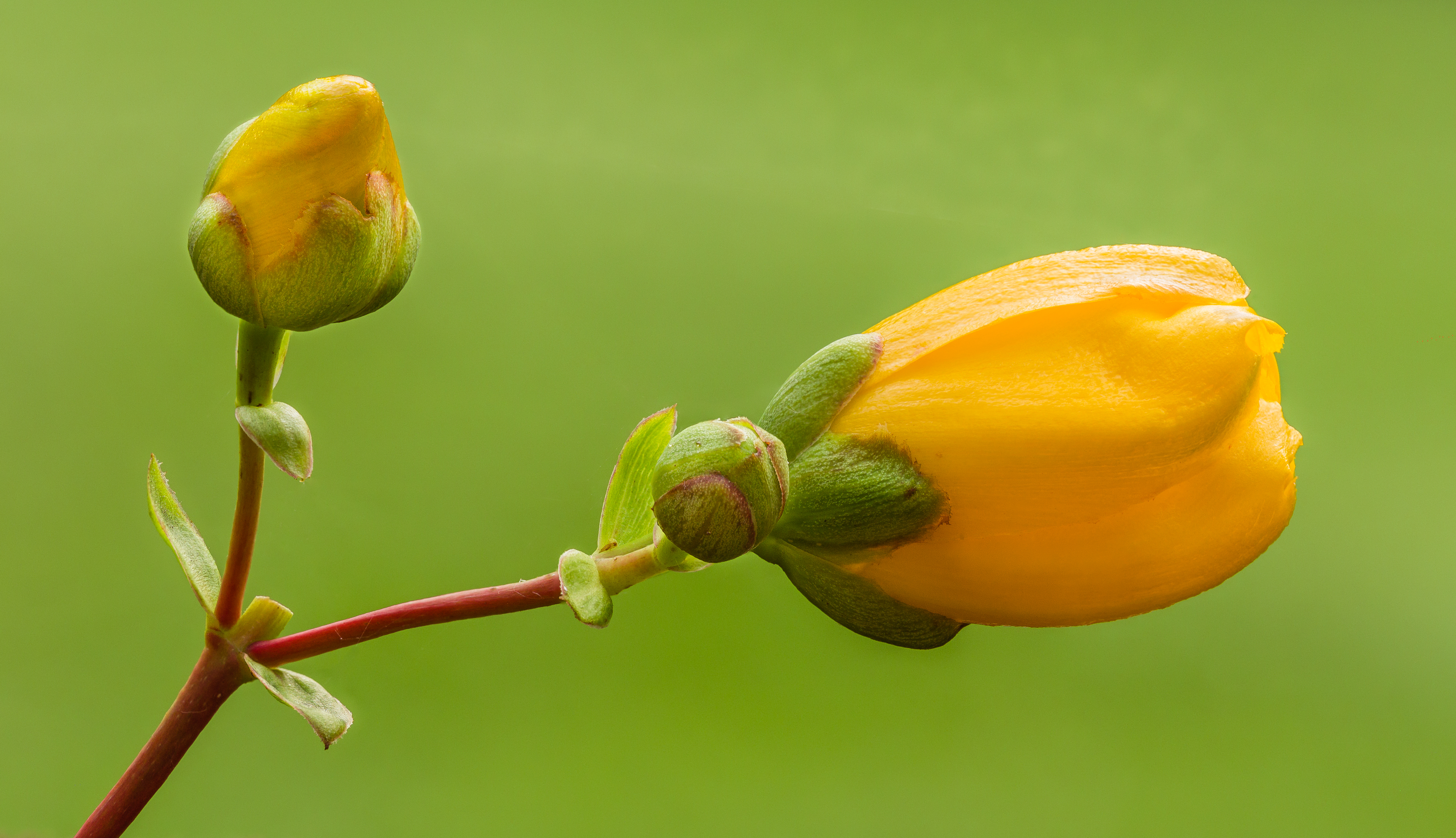
Drie bloemknoppen van een hertshooi (Hypericum) in ontwikkeling in verschillende stadia.

## Soorten
Wereldwijd kent het geslacht ongeveer vierhonderd soorten. In Europa komt hertshooi voornamelijk in gematigde en subtropische streken voor. Bijzonder daarbij is dat de soorten zich hebben aangepast aan verschillende milieus: water, vochtige gronden en droge grond.

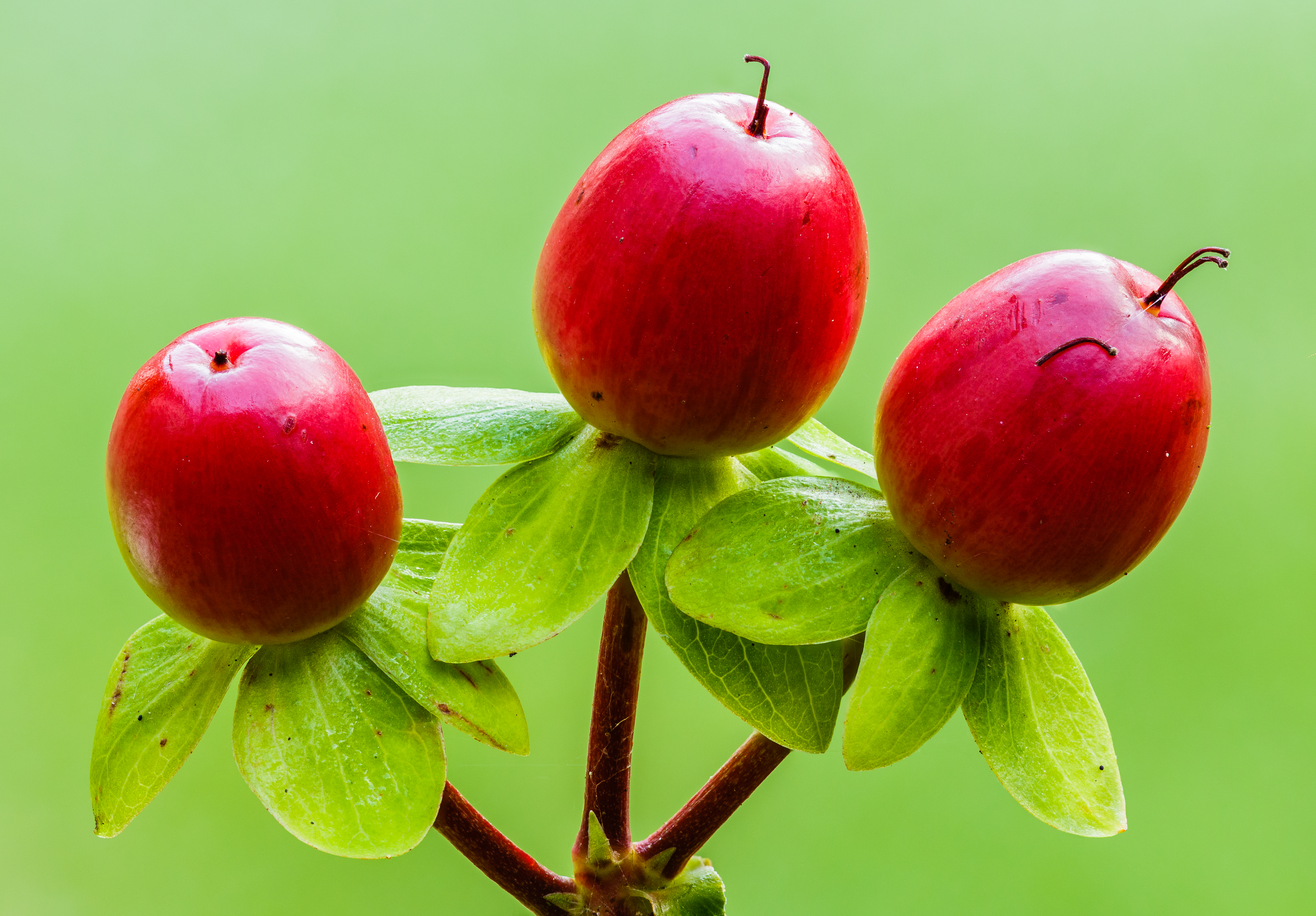
Zwellende vruchten die rijpen van een Hertshooi

In België en Nederland komen de volgende (onder)soorten voor:
- Berghertshooi (Hypericum montanum)
- Canadees hertshooi (Hypericum canadense)
- Fraai hertshooi (Hypericum pulchrum)
- Gevlekt hertshooi (Hypericum maculatum subsp. maculatum)
- Gevleugeld hertshooi (Hypericum tetrapterum)
- Kantig hertshooi (Hypericum maculatum subsp. obtusiusculum)
- Liggend hertshooi (Hypericum humifusum)
- Lijnbladig hertshooi (Hypericum linariifolium)
- Moerashertshooi (Hypericum elodes)
- Ruig hertshooi (Hypericum hirsutum)
- Sint-Janskruid (Hypericum perforatum)

Enkele overige soorten:
- Hypericum adpressum
- Hypericum androsaemum (Mansbloed)
- Hypericum ascyron
- Hypericum boreale
- Hypericum calycinum
- Hypericum coris
- Hypericum crux-andreae
- Hypericum densiflorum
- Hypericum denticulatum
- Hypericum ellipticum
- Hypericum erectum
- Hypericum galioides
- Hypericum gentianoides
- Hypericum gymnanthum
- Hypericum hircinum
- Hypericum hypericoides
- Hypericum ×inodorum
- Hypericum kalmianum
- Hypericum majus
- Hypericum moserianum
- Hypericum mutilum
- Hypericum olympicum
- Hypericum perfoliatum
- Hypericum prolificum
- Hypericum punctatum
- Hypericum richeri

## Bloemdiagram

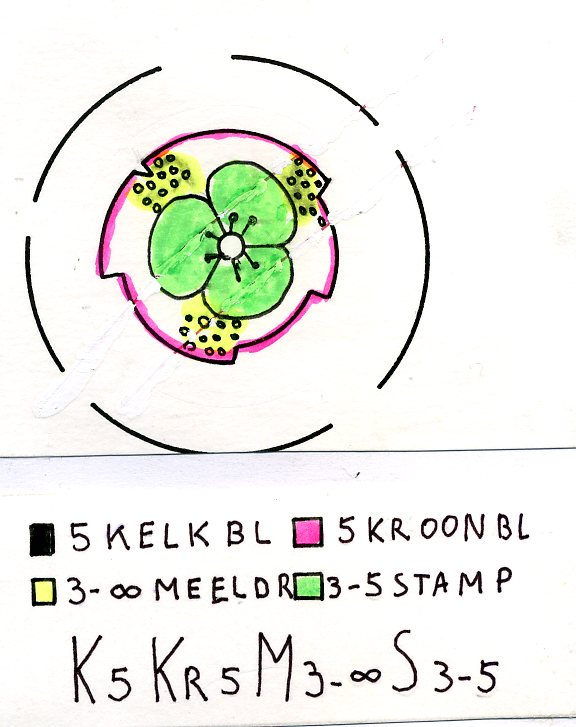

... ·
H. androsaemum  (mansbloed) · 
H. canadense (Canadees hertshooi) · 
H. elodes (moerashertshooi) · 
H. hirsutum (ruig hertshooi) · 
H. humifusum (liggend hertshooi) · 
H. linariifolium (lijnbladig hertshooi) · 
H. maculatum · 
H. maculatum subsp. maculatum (gevlekt hertshooi) · 
H. maculatum subsp. obtusiusculum (kantig hertshooi) · 
H. montanum (berghertshooi) · 
H. olympicum · 
H. perforatum (sint-janskruid) · 
H. pulchrum (fraai hertshooi) · 
H. tetrapterum (gevleugeld hertshooi) · 
...